# 東京中野放火事件
東京中野放火事件（とうきょうなかのほうかじけん）は、1979年（昭和54年）に東京都中野区で起きた放火事件である。起訴された被告は無罪となり、真犯人を特定できないまま公訴時効が成立して事件は未解決事件となった。

## 概要
1979年（昭和54年）4月19日、東京都中野区の木造二階建てアパート形式の建物のA屋寮の軒下から出火するという事件が発生した。これより少し前には、A屋とB店の境の路地にあるポリエチレン性のゴミバケツの中にマッチの火が投げ込まれ、小火騒ぎとなっていた。A屋に関係するところに放火された事実から、警察はA屋に怨恨を持っている者の犯行とみて捜査を開始した。店長の話などから、放火直前まで縫製職人として同店に勤務していたCが被告人として浮上。Cが付近の質店に盗品を入質していたことから、窃盗容疑者として指名手配した。
1982年（昭和57年）、同室の知人と借金を巡ってトラブルになり派出所の巡査を尋ねたところでCが逮捕された。その後、中野警察署は窃盗と放火の容疑で取り調べた。窃盗、二か所の放火について認めたため、窃盗については中野簡易裁判所に、放火については東京地方裁判所に起訴された。

## 裁判経過
窃盗と放火事件は当初は中野簡裁と東京地裁に分かれていたが、途中から東京地裁に併合。被告は窃盗については認めたものの、放火については否認。難聴で補聴器なしでは会話を聞きとることが難しい中で脊椎カリエスにもかかっていて長時間の取調べの中で自白させられたとして自白について信用性がないと主張した。これに対して検察は灯油用ポリタンクにかけられていたポリエチレン製袋にマッチで火をつけたとしたという内容は客観的証拠と符合するとした。自白内容が客観的証拠と符合するかどうかが焦点だったが、1983年4月28日に東京地裁は自白内容は出火現場の客観的状況とよく合致しているとして懲役四年の有罪判決を下した。弁護側は控訴した。
1984年（昭和59年）11月21日東京高裁は逆転無罪判決を下した。判決では自白の方法では火災を発生させることはできないとして自白の真実性に対して疑問があるとした。検察は上告を断念して無罪判決が確定した。